# 12391 Ecoadachi
12391 Ecoadachi (tên chỉ định: 1994 WE2) là một tiểu hành tinh vành đai chính. Nó được phát hiện bởi Kin Endate và Kazuro Watanabe ở Đài thiên văn Kitami ở Hokkaidō, Nhật Bản, ngày 16 tháng 11 năm 1994. Nó được đặt theo tên Adachi, a special ward of Tokyo, Nhật Bản.